# Diversidad sexual en Islandia

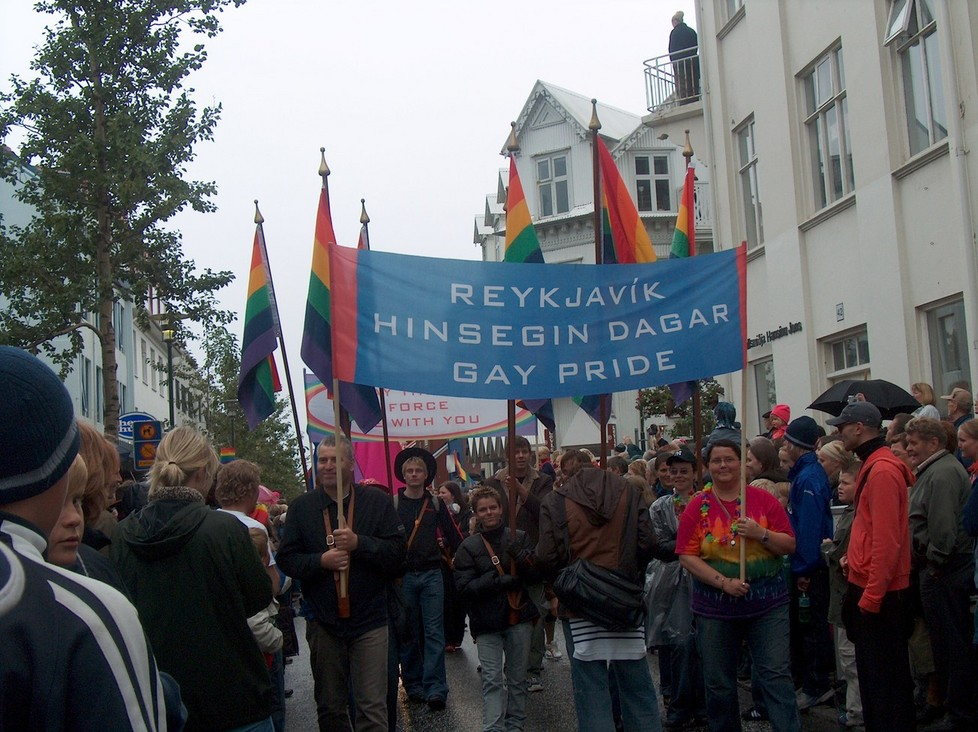
Manifestación a favor de los derechos LGBT en Reikiavik, 2004.

La diversidad sexual en Islandia está ampliamente aceptada y normalizada. Islandia como país de tradición nórdica tiene un amplio historial de apoyo a las libertades civiles. En febrero de 2009 accedió al puesto de primera ministra Jóhanna Sigurðardóttir, siendo Islandia el primer país del mundo en que una persona abiertamente homosexual ocupó la jefatura de gobierno. El 27 de junio de 2010 Islandia se convirtió en el noveno país del mundo en reconocer el derecho al matrimonio igualitario.
De acuerdo a una encuesta de Gallup publicada en 2014, Islandia es el segundo mejor país del mundo para personas LGBT, después de los Países Bajos.

## Legislación y derechos
Las leyes de la isla se rigieron durante el periodo que va desde 1565 a 1838 por el Gran Edicto de Dinamarca, un código penal puritano que tipificaba como delito la mayoría de comportamientos sexuales y los castigaba duramente. Entre 1838 y 1869 estuvo en vigor el código penal danés, en el que se basó el primer código penal islandés vigente desde 1869. En este código se tipificó como delito la relación sexual entre dos individuos del mismo sexo independientemente de su edad o consentimiento. La cláusula 178 que penalizó estas relaciones así como la cópula con animales decía lo siguiente: Las formas antinaturales de relación sexual serán castigadas con la reclusión en prisión. 
Tras la adopción del código de 1869 el número de sentencias contra la conducta indecente se mantuvieron estables hasta el año 1900, cuando este patrón de condenas casi desaparecieron. No obstante en 1924 el campeón de lucha libre y participante en las olimpiadas de 1908, Guðmundur Sigurjónsson, fue condenado mediante el artículo 178 a 8 meses de prisión por la Corte del Distrito de Reikiavik. Única condena de este tipo que se conoce en Islandia durante el siglo XX y que recibió posteriormente el indulto real.
En 1940 el Alþingi (Parlamento Islandés) eliminó el artículo 178 del código penal siendo el segundo país nórdico en despenalizar la homosexualidad tras Dinamarca, que tomó esta medida una década antes. Igualmente se estableció una edad de consentimiento discriminatoria de 16 años para las relaciones heterosexuales y de 18 para las homosexuales. Además también se podía castigar con hasta dos años de prisión a la persona que había tenido relación con otra de su mismo sexo menor de 21 años, cuando se considerara que se había utilizado la ventaja de la edad para tenerla.  
En 1985 se presentó en el Alþingi la primera propuesta para eliminar las discriminaciones a los homosexuales, y aunque no prosperó sí lo hizo una medida idéntica presentada en 1992. Esta propuesta dio comienzo a una comisión cuyas conclusiones sirvieron de base para la legislación posterior relativa a los homosexuales y que determinaron la igualdad de la edad de consentimiento situándola en los 14 años, (posteriormente esta se situó en los 15). En la década de los noventa el parlamento aprobó enmiendas al código penal donde se añadía la orientación sexual a los motivos de discriminación, además de legislar leyes antidiscriminación en el ámbito laboral, en el acceso a bienes y servicios y otras áreas, incluyendo la penalización de la incitación al odio.
Además Islandia reconoce el derecho de asilo político para los ciudadanos de países donde las personas son perseguidas a causa de su orientación sexual.

## Unión de parejas del mismo sexo

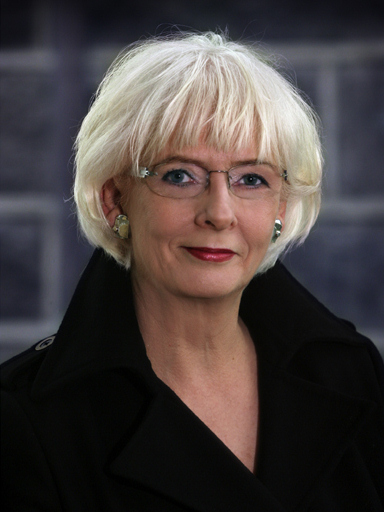
Jóhanna Sigurðardóttir, primera ministra de Islandia y primera mandataria abiertamente lesbiana de la historia.

En 1996 Islandia fue el cuarto país del mundo que reguló las parejas de hecho formadas por personas del mismo sexo, a las que se les reconoció derechos similares al matrimonio. Estos derechos fueron ampliados en 2006 con el reconocimiento de la adopción conjunta, la paternidad y la inseminación artificial. Los nacionales de otros países que se unan civilmente con un nacional islandés reciben el derecho a permanecer en Islandia.
El 19 de mayo de 2009 el gobierno anunció que presentaría una ley sobre matrimonio que incluyera a las parejas del mismo sexo. El Partido Progresista, en la oposición, declaró su apoyo a la ley. El 23 de marzo de 2010 el gobierno presentó la ley en el parlamento. El 11 de junio el parlamento islandés aprobó por unanimidad, 49 votos a favor y ninguno en contra, la ley que autoriza el matrimonio igualitario, que entró en vigor el 27 de junio del mismo año.

## Situación social
Samtökin '78 es la organización de defensa de los derechos LGBT más representativa de Islandia. Debido a la escasa población en Islandia la única ciudad que cuenta con una actividad homosexual es la capital Reikiavik, donde existen publicaciones y negocios orientados al colectivo LGBT y donde, desde 1999, cada agosto se celebra el Día del Orgullo Gay. En 2006 la manifestación reunió a alrededor de 50.000 participantes (de un total nacional de 300.000 habitantes).
La primera ministra, Jóhanna Sigurðardóttir, se casó el 27 de junio de 2010 con su esposa, Jónína Leósdóttir, con la que ya estaba unida civilmente desde 2002. Sigurðardóttir formó gobierno tras la caída del anterior ejecutivo a causa de la crisis que asoló el país. Posteriormente,  fue revalidada en su cargo en las elecciones parlamentarias de abril de 2009.

## Sitios de esparcimiento
Gracias al alto nivel de aceptación social en Islandia, los hombres gais y las mujeres lesbianas no tienen problemas al asistir a espacios de entretenimiento abiertos a la población en general, por lo que el número de bares o discotecas exclusivas para personas LGBT es reducido. Estos espacios han disminuido aún más en décadas recientes debido a la popularidad de las aplicaciones de citas en línea. Durante los últimos años, no han existido más de uno o dos bares o discotecas LGBT en operaciones al mismo tiempo en el país.

### sigloXX
El sitio de entretenimiento más notorio en la historia LGBT en Islandia fue el café bohemio Adlon, más conocido como Laugavegur 11 (dirección del lugar), sitio que abrió sus puertas en 1950 y que se convirtió en el lugar de encuentro de la naciente comunidad LGBT de Reikiavik. Para 1951, el café era visitado con frecuencia por el escritor bisexual Elías Mar y otros escritores y artistas LGBT, donde tenían conversaciones sobre arte, literatura y política. Durante los años siguientes, Laugavegur 11 se estableció como un lugar liberal y bohemio en que se reunían estudiantes, intelectuales y personas homosexuales. Para 1958, la prensa local ya había publicado artículos en que mencionaba la fama que había obtenido el café.
En mayo de 1985, un grupo de hombres abrió una sucursal local del club de leather Motor Sports Club, que para 1997 consiguió su propio establecimiento.
A finales del siglo XX apareció otro establecimiento muy popular entre la población LGBT, el Bar 22, localizado en Laugavegur 22 e inaugurado en 1988, fecha que coincidió con la eliminación de la prohibición de venta de cerveza en el país. El lugar pronto se convirtió en el sitio predilecto de las personas LGBT, además del de estudiantes universitarios, músicos y artistas. El establecimiento contaba con dos pisos: en el primero se ubicaba el bar propiamente dicho, mientras que el segundo funcionaba como pista de baile. Desde el año 2000, el lugar ha cambiado varias veces de dueño y de nombre, aunque continúa siendo identificado con la diversidad sexual hasta la actualidad.
El 11 de septiembre de 1998, abrió además la discoteca Spotlight, considerada el primer bar y discoteca específicamente de público LGBT. Spotlight alcanzó gran popularidad pero cerró sus puertas unos años después tras cambiarse de ubicación.

### sigloXXI
Durante los primeros años del siglo XXI aparecieron discotecas LGBT como Jón Forseti y más tarde Q Bar, que en febrero de 2007 se transformó de una discoteca para público general a una LGBT.
En la actualidad destacan espacios como Gaukurinn, un bar en que se realizan shows drags con frecuencia y que fue el primero en Reikiavik en contar con baños unisex.{698} Otro bar LGBT conocido es Kíkí, ubicado en el segundo piso de Laugavegur 22.

## Cultura

### Cine y televisión
A partir del siglo XXI, las representaciones cinematográficas de temáticas relacionadas con la diversidad sexual han visto un aumento sostenido en Islandia. Una característica importante de las producciones LGBT islandesas es su intersección con temas relacionados con la interculturalidad y a relaciones entre islandeses nativos y personas extranjeras, lo que se explica al tomar en cuenta el cambio demográfico que ha tenido lugar en el país en las últimas décadas producto de la inmigración y los debates sociales sobre la integración de esta parte de la población. De hecho, de los diez largometrajes LGBT producidos en Islandia entre 2000 y 2019, ocho de ellos incluyen algún tipo de temática transnacional en sus respectivas tramas.
Entre los filmes más notorios se encuentra The Amazing Truth About Queen Raquela, dirigida por Olaf de Fleur y que obtuvo el Premio Teddy en su edición de 2008. La película cuenta la historia de Raquela, una mujer trans filipina que sueña con mudarse a París y está basada en la historia real de la actriz principal, lo que le da al filme rasgos de documental. Uno de los géneros más comunes en cortos y largometrajes LGBT islandeses han sido las historias coming-of-age, con películas como Órói (2010) y Heartstone (2016). Esta última, dirigida por Guðmundur Arnar Guðmundsson y que sigue la historia de dos adolescentes que descubren el amor en una aldea rural de Islandia, tuvo una buena recepción crítica y ganó el premio Queer Lion del Festival Internacional de Cine de Venecia. También ha habido películas no pertenecientes a géneros tradicionales, como la comedia deportiva Fuera del vestuario (2005), o el filme de suspenso Rökkur (2017).
Del lado de las producciones televisivas, destaca la serie documental Svona fólk (2019), dirigida por Hrafnhildur Gunnarsdóttir y que  explora la historia de las personas LGBT en Islandia y cómo el país se convirtió en uno de los mejores del mundo en cuanto a aceptación social a las personas pertenecientes a la diversidad sexual. La serie fue un éxito televisivo y fue sintonizada por alrededor del 18% del total de televidentes islandeses. También se puede mencionar al documental Ást er bara ást (2019), sobre la vida en pareja de la ex primera ministra Jóhanna Sigurðardóttir y la escritora Jónína Leósdóttir, y la segunda temporada de la serie noir  Ófærð (2019).

### Literatura

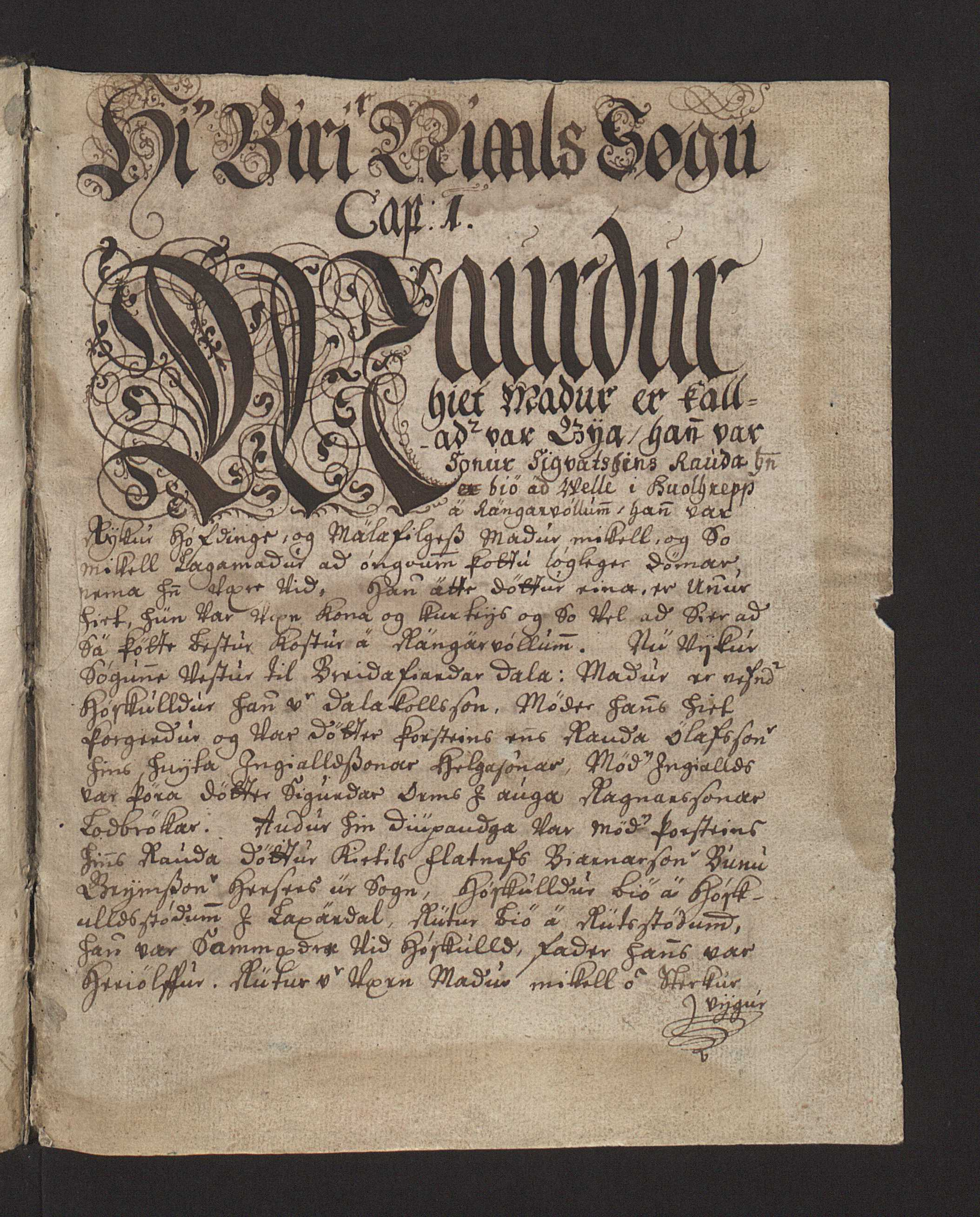
Página de la Saga de Njál.

Las más antiguas referencias literarias sobre homosexualidad en Islandia se encuentran en las sagas de los islandeses, textos escritos durante la Edad Media que incluyen los términos «ragur», «stroðinn» y «sorðinn», utilizados para señalar a hombres considerados afeminados, cobardes u homosexuales. Algunos investigadores modernos han identificado elementos homoeróticos en obras como la Saga de Njál, en particular en la relación del protagonista y su amigo Gunnar. Esta saga era el libro favorito de la comunidad LGBT islandesa a mediados del siglo XX justamente por la relación entre estos dos personajes.
A mediados del siglo XX destaca la figura del escritor bisexual Elías Mar, quien escribió varias obras con protagonistas que mostraban deseos homoeróticos. Algunas referencias a estas temáticas aparecen desde sus primeras novelas, aunque no de forma directa. En particular destaca Man eg þig löngum (1949), cuyo protagonista es un joven llamado Halldór a quien sus padres envían a estudiar a un colegio de gramática en la capital y que se siente atormentado por sentirse «diferente» y por no poder ser el tipo de hombre que se espera de él. Años después, Mar aseveró que Man eg þig löngum debía haber tenido una segunda parte en que Halldór saliera del armario y se volviera escritor. En 1960, Mar publicó además el cuento «Saman lagt spott og speki», considerado la obra literaria islandesa más antigua en tratar abiertamente la homosexualidad.
Durante la década de 1990 se publicaron tres novelas influyentes en la literatura LGBT local: Sú kvalda ást sem hugarfylgsnin geyma (1993) de Guðbergur Bergsson, Þriðja astin (1995) de Nína Björk Árnadóttir y Z ástarsaga (1996) de Vigdís Grímsdóttir. Otra autora de la época de gran importancia en la temática es Kristín Ómarsdóttir.
En las últimas décadas han destacado autores como Jónína Leósdóttir, quien de 2007 a 2010 publicó una reconocida serie de novelas juveniles en que la protagonista lentamente descubre que es lesbiana, así como Sjón, quien en 2013 publicó la novela Mánasteinn, que al momento de su aparición fue calificada como «el libro más gay en la historia de Islandia», por su descripción explícita de relaciones sexuales entre hombres.

### Música

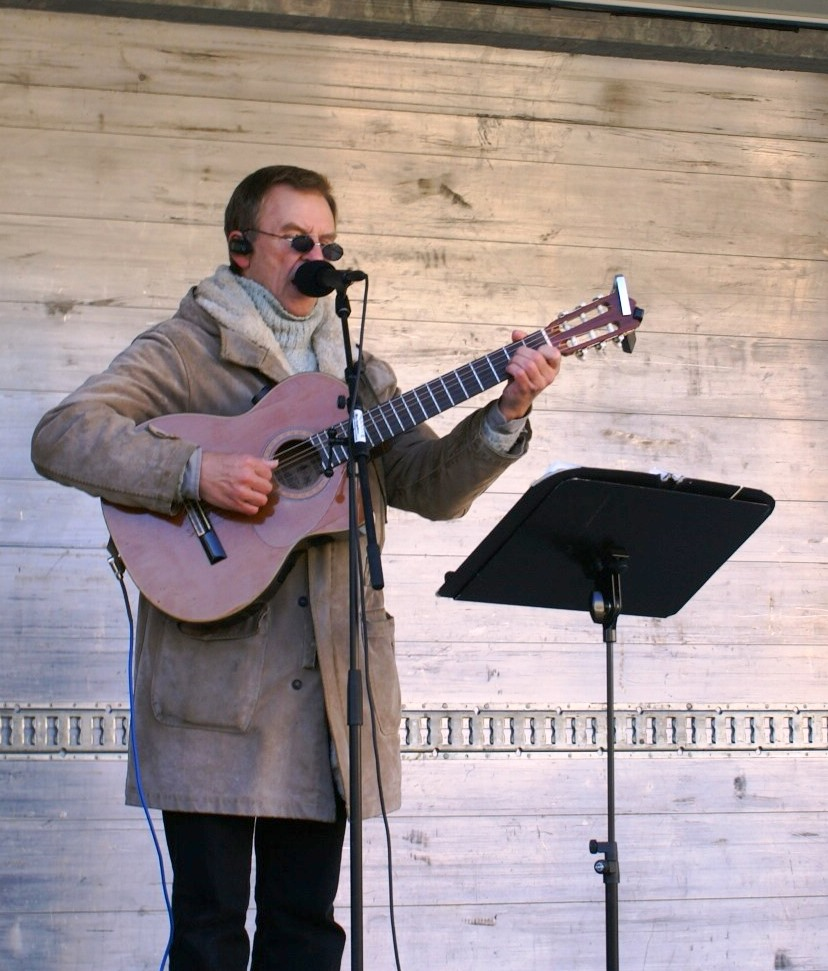
Hörður Torfason durante una protesta en octubre de 2008.

El primer músico islandés en salir del armario fue Hörður Torfason, quien en una entrevista publicada en agosto de 1975 en la revista Samúel anunció su homosexualidad, lo que lo convirtió además en la primera figura pública islandesa abiertamente LGBT. Torfason ya contaba con fama en el país para ese entonces, pero a raíz de su confesión las emisoras se negaron a continuar reproduciendo sus canciones y recibió amenazas de muerte, por lo que tuvo que mudarse temporalmente a Dinamarca. A lo largo de su carrera, Torfason trató de forma recurrente en sus canciones el amor entre personas del mismo sexo y la lucha por los derechos LGBT.

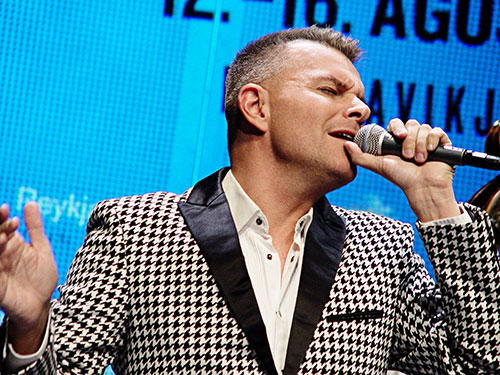
El cantante Paul Oscar en 2015.

Una de los músicos LGBT más famosos de Islandia es el cantante de pop Paul Oscar, quien inició su carrera musical en la primera mitad de la década de 1990 y desde joven estuvo involucrado con el activismo LGBT y la organización Samtökin '78. En 1997, Oscar fue el representante islandés en el Festival de la Canción de Eurovisión, donde interpretó el tema «Minn Hinsti Dans». Desde 1999 empezó a participar en el Orgullo de Reikiavik, donde sus presentaciones musicales se convirtieron en el acto de cierre tradicional del festival.
Otra de las personalidades LGBT de la música islandesa es Jón Þór Birgisson, vocalista de la banda de post-rock experimental Sigur Rós.